# Ірличок сіроголовий
Ірличо́к сіроголовий (Piprites griseiceps) — вид горобцеподібних птахів родини тиранових (Tyrannidae). Мешкає в Центральній Америці.

## Опис
Довжина птаха становить 12 см, вага 16 г. Голова темно-сіра, тім'я і потилиця мають оливковий відтінок. Спина оливково-зелена. Горло з боків оливково-зелене, в центрі жовте. Груди і боки оливково-зелені, живіт жовтий. Дзьоб зверху темно-сірий, знизу світло-сірі, лапи сірі.

## Поширення й екологія
Сіроголові ірлички мешкають на північному сході Гватемали, на півночі і сході Гондурасу, на сході Нікарагуа і Коста-Рики та на крайньому північному сході Панами. Вони живуть у середньоу ярусі і верхній частини підліску вологих рівнинних тропічних лісів. Зустрічаються на висоті від 100 до 750 м над рівнем моря.